# Тадеус Йънг
Тадеус Ча̀рлс Йънг (на английски: Thaddeus Charles Young), роден на 21 юни 1988 година в Ню Орлиънс, Луизиана, е американски професионален баскетболист,

## Кариера в НБА
На 28 юни 2007 г. Йънг е избран под 12-и номер в драфта НБА за 2007 година „Филаделфия 76ърс“. През сезона 2007/2008 често играе с партньора си Джейсън Смит.
След закупуването на Кайл Кървър, Йънг започва да влиза по-често в игра, редувайки се с Реджи Евънс в стартовия състав. пре сезона, той събира 8.2 точки 21 минути средно на мач. На 9 март 2008 г., в мача с „Милуоки Бъкс“ поставя собствен рекорд по резултатност – 22 точки. Играе в 74 мача, 22 от които – в стартовия състав.